# A Doktor Addison epizódjainak listája
Az itt található lista a Doktor Addison című televíziós sorozat epizódjainak felsorolását, valamint rövid leírását tartalmazza.
A sorozat első évada 9 epizódból áll, mely kiegészül a pilottal, melyet A Grace klinika harmadik évadbeli Döntések és kalamajkák című dupla részében rejtettek el. A premierre 2007. szeptember 26-án került sor az ABC csatornán. Az évad befejező része 2007. december 5-én került adásba. Magyarországon az RTL Klub televíziós csatorna mutatta be a sorozatot.
A második évad premierje 2008. október 1-jén volt az amerikai ABC televíziós csatornán.

## Évados áttekintés
| Évad | Évad | Epizódok | Eredeti sugárzás     | Eredeti sugárzás  | Eredeti adó |
| Évad | Évad | Epizódok | Évadpremier          | Évadfinálé        | Eredeti adó |
| ---- | ---- | -------- | -------------------- | ----------------- | ----------- |
|      | 1    | 9        | 2007. szeptember 26. | 2007. december 5. | ABC         |
|      | 2    | 22       | 2008. október 1.     | 2009. április 30. | ABC         |
|      | 3    | 23       | 2009. október 1.     | 2010. május 13.   | ABC         |
|      | 4    | 22       | 2010. szeptember 23. | 2011. május 19.   | ABC         |
|      | 5    | 22       | 2011. szeptember 29. | 2012. május 15.   | ABC         |
|      | 6    | 13       | 2012. szeptember 25. | 2013. január 22.  | ABC         |

## Bevezető részek (2007)
A bevezető részek A Grace klinika című sorozatban voltak.
| Sor. | Év. | Cím                                                                   | Rendező          | Író           | Premier                        | Nézettség    |
| ---- | --- | --------------------------------------------------------------------- | ---------------- | ------------- | ------------------------------ | ------------ |
| 58.  | 22. | Döntések és kalamajkák, 1. rész (The Other Side of This Life, Part 1) | Michael Grossman | Shonda Rhimes | 2007. május 3. 2008. május 20. | 21,23 millió |
| 59.  | 23. | Döntések és kalamajkák, 2. rész (The Other Side of This Life, Part 2) | Michael Grossman | Shonda Rhimes | 2007. május 3. 2008. május 27. | 21,23 millió |

## 1. évad (2007)
| Sor. | Év. | Cím                                                                               | Rendező             | Író                          | Premier                               | Nézettség    | Gyártási szám |
| ---- | --- | --------------------------------------------------------------------------------- | ------------------- | ---------------------------- | ------------------------------------- | ------------ | ------------- |
| 1.   | 1.  | Ellenséges fogadtatás (In Which We Meet Addison, a Nice Girl From Somewhere Else) | Mark Tinker         | Shonda Rhimes                | 2007. szeptember 26. 2008. június 10. | 14,41 millió | 101           |
| 2.   | 2.  | Váratlan látogató (In Which Sam Receives an Unexpected Visitor)                   | Tony Goldwyn        | Mike Ostrowski               | 2007. október 3. 2008. június 17.     | 12,30 millió | 102           |
| 3.   | 3.  | Titkok és kalamajkák (In Which Addison Finds the Magic)                           | Mark Tinker         | Shonda Rhimes és Marti Noxon | 2007. október 10. 2008. június 24.    | 12,40 millió | 103           |
| 4.   | 4.  | Rögeszme (In Which Addison Has a Very Casual Get Together)                        | Arvin Brown         | Andrea Newman                | 2007. október 17. 2008. június 30.    | 11,81 millió | 104           |
| 5.   | 5.  | Az álompasi (In Which Addison Finds a Showerhead)                                 | Julie Anne Robinson | Shonda Rhimes és Marti Noxon | 2007. október 24. 2008. július 7.     | 11,77 millió | 105           |
| 6.   | 6.  | Alvászavar (In Which Charlotte Goes Down the Rabbit Hole)                         | David Solomon       | Jenna Bans                   | 2007. október 31. 2008. július 14.    | 11,21 millió | 106           |
| 7.   | 7.  | Három szülés (In Which Sam Gets Taken For a Ride)                                 | Jeff Melman         | Emily Halpern                | 2007. november 14. 2008. július 21.   | 11,45 millió | 107           |
| 8.   | 8.  | Vesztegzár (In Which Cooper Finds a Port In His Storm)                            | Mark Tinker         | Lauren Schmidt               | 2007. november 21. 2008. július 28.   | 8,44 millió  | 108           |
| 9.   | 9.  | Harcosok klubja (In Which Dell Finds His Fight)                                   | Wendey Stanzler     | Ayanna Floyd                 | 2007. december 5. 2008. augusztus 4.  | 10,36 millió | 109           |

## 2. évad (2008-2009)
| Sor. | Év. | Cím                                     | Rendező             | Író                                                     | Premier            | Nézettség    | Gyártási szám |
| ---- | --- | --------------------------------------- | ------------------- | ------------------------------------------------------- | ------------------ | ------------ | ------------- |
| 10.  | 1.  | Családi ügy (A Family Thing)            | Mark Tinker         | Shonda Rhimes és Marti Noxon                            | 2008. október 1.   | 8,16 millió  | 201           |
| 11.  | 2.  | Vak véletlen (Equal and Opposite)       | Tom Verica          | Mike Ostrowski                                          | 2008. október 8.   | 7,40 millió  | 202           |
| 12.  | 3.  | Kínos titkok (Nothing to Talk About)    | Helen Shaver        | Ayanna A. Floyd                                         | 2008. október 22.  | 7,98 millió  | 203           |
| 13.  | 4.  | Hős a múltból (Past Tense)              | Michael Pressman    | Craig Turk                                              | 2008. október 29.  | 7,93 millió  | 204           |
| 14.  | 5.  | Kockázatos lépés (Let It Go)            | Michael Zinberg     | Lauren Schmidt                                          | 2008. november 5.  | 9,54 millió  | 205           |
| 15.  | 6.  | Indulatok (Serving Two Masters)         | Joanna Kerns        | Emily Halpern                                           | 2008. november 19. | 7,14 millió  | 206           |
| 16.  | 7.  | Hűtlenek (Tempting Faith)               | James Frawley       | Jon Cowan és Robert L. Rovner                           | 2008. november 26. | 6,33 millió  | 207           |
| 17.  | 8.  | Bűn és Bűnhődés (Crime and Punishment)  | Mark Tinker         | Shonda Rhimes                                           | 2008. december 3.  | 7,78 millió  | 208           |
| 18.  | 9.  | Versenyhelyzet (Know When to Fold)      | Jeff Melman         | Elizabeth J. B. Klaviter                                | 2008. december 10. | 6,86 millió  | 209           |
| 19.  | 10. | Különvélemény (Worlds Apart)            | Bethany Rooney      | Steve Blackman                                          | 2008. december 17. | 6,61 millió  | 210           |
| 20.  | 11. | Karantén (Contamination)                | Kate Woods          | Fred Einesman                                           | 2009. január 8.    | 8,98 millió  | 211           |
| 21.  | 12. | Titkos viszonyok (Homeward Bound)       | Mark Tinker         | Sal Calleros                                            | 2009. január 15.   | 8,49 millió  | 212           |
| 22.  | 13. | Viszonyok hálójában (Nothing to Fear)   | Allison Liddi-Brown | Jon Cowan és Robert Rovner                              | 2009. január 22.   | 9,49 millió  | 213           |
| 23.  | 14. | Késő bánat (Second Chances)             | James Frawley       | Craig Turk                                              | 2009. január 29.   | 7,74 millió  | 214           |
| 24.  | 15. | Vallomások (Acceptance)                 | Steve Gomer         | Mike Ostrowski                                          | 2009. február 5.   | 12,91 millió | 215           |
| 25.  | 16. | Visszaköszön a múlt (Ex-Life)           | Mark Tinker         | Jon Cowan, Robert Rovner, Krista Vernoff és Debora Cahn | 2009. február 12.  | 14,10 millió | 216           |
| 26.  | 17. | Terápia (Wait and See)                  | Michael Zinberg     | Steve Blackman                                          | 2009. február 19.  | 11,16 millió | 217           |
| 27.  | 18. | Őnámítás (Finishing)                    | Donna Deitch        | Shonda Rhimes                                           | 2009. március 12.  | 8,80 millió  | 218           |
| 28.  | 19. | Női szeszély (What Women Want)          | Mark Tinker         | Lauren Schmidt                                          | 2009. március 19.  | 9,74 millió  | 219           |
| 29.  | 20. | Bizonytalanság (Do the Right Thing)     | Eric Stoltz         | Craig Turk                                              | 2009. március 26.  | 10,12 millió | 220           |
| 30.  | 21. | A szerelem fáj (What You Do For Love)   | Tom Verica          | Ayanna A. Floyd                                         | 2009. április 23.  | 9,08 millió  | 221           |
| 31.  | 22. | Enyém, tiéd, övé (Yours, Mine and Ours) | Michael Zinberg     | Jon Cowan és Robert Rovner                              | 2009. április 30.  | 9,70 millió  | 222           |

## 3. évad (2009-2010)
| Sor. | Év. | Cím                                                            | Rendező                               | Író                                      | Premier            | Nézettség    | Gyártási szám |
| ---- | --- | -------------------------------------------------------------- | ------------------------------------- | ---------------------------------------- | ------------------ | ------------ | ------------- |
| 32.  | 1.  | Egy családtag halála (A Death in the Family)                   | Mark Tinker                           | Shonda Rhimes, Jon Cowan & Robert Rovner | 2009. október 1.   | 11,58 millió | 301           |
| 33.  | 2.  | Ilyenek voltunk (The Way We Were)                              | Donna Deitch                          | Patti Carr & Lara Olsen                  | 2009. október 8.   | 9,50 millió  | 302           |
| 34.  | 3.  | Itt és most (Right Here, Right Now)                            | Rob Corn                              | Dana Baratta                             | 2009. október 15.  | 10,36 millió | 303           |
| 35.  | 4.  | Határeset (Pushing the Limits)                                 | Allison Liddi-Brown                   | Ayanna A. Floyd                          | 2009. október 22.  | 9,93 millió  | 304           |
| 36.  | 5.  | Furcsa társak (Strange Bedfellows)                             | Steve Gomer                           | Kathy McCormick                          | 2009. október 29.  | 9,16 millió  | 305           |
| 37.  | 6.  | Veszélyes vizeken (Slip Slidin’ Away)                          | Helen Shaver                          | Fred Einesman                            | 2009. november 5.  | 9,11 millió  | 306           |
| 38.  | 7.  | Nehéz ügy (The Hard Part)                                      | Mark Tinker                           | Steve Blackman                           | 2009. november 12. | 10,25 millió | 307           |
| 39.  | 8.  | Kimondatlan (Sins of the Father)                               | Tom Verica                            | Elizabeth J.B. Klaviter                  | 2009. november 19. | 8,93 millió  | 308           |
| 40.  | 9.  | Szülők csapdája (The Parent Trap)                              | Donna Deitch                          | Craig Turk                               | 2009. december 3.  | 9,21 millió  | 309           |
| 41.  | 10. | Robbanások (Blowups)                                           | Mark Tinker                           | Sonay Washington                         | 2009. december 3.  | 9,21 millió  | 310           |
| 42.  | 11. | Egy második esély (Another Second Chance)                      | Michael Zinberg                       | Krista Vernoff & Kathy McCormick         | 2010. január 14.   | 10,96 millió | 311           |
| 43.  | 12. | Ember tervez (Best Laid Plans)                                 | Bethany Rooney                        | Patti Carr & Lara Olsen                  | 2010. január 21.   | 9,64 millió  | 312           |
| 44.  | 13. | Patthelyzet (Shotgun)                                          | Karen Gaviola                         | Jon Cowan & Robert Rovner                | 2010. február 4.   | 9,25 millió  | 313           |
| 45.  | 14. | A szerelem fáj (Love Bites)                                    | Matthew Penn                          | Dana Baratta                             | 2010. február 11.  | 9,04 millió  | 314           |
| 46.  | 15. | Holtodiglan holtodiglan (Til Death Do Us Part)                 | Kenny Leon                            | Craig Turk                               | 2010. február 18.  | 7,59 millió  | 315           |
| 47.  | 16. | Légörvény (Fear of Flying)                                     | Ayanna A. Floyd                       | Mark Tinker                              | 2010. március 4.   | 7,57 millió  | 316           |
| 48.  | 17. | Szerelmi háromszögek (Triangles)                               | Steve Blackman                        | Tom Verica                               | 2010. március 11.  | 7,66 millió  | 317           |
| 49.  | 18. | Függőben lévő életek (Pulling the Plug)                        | Kathy McCormick                       | Ann Kindberg                             | 2010. március 25.  | 8,71 millió  | 318           |
| 50.  | 19. | Tágra zárt szemek (Eyes Wide Open)                             | Jesse Zigelstein                      | Eric Stoltz                              | 2010. április 1.   | 7,82 millió  | 319           |
| 51.  | 20. | Másodiknak lenni (Second Choices)                              | Patti Carr & Lara Olsen               | Jeff Bleckner                            | 2010. április 22.  | 7,49 millió  | 320           |
| 52.  | 21. | Háború (War)                                                   | Elizabeth Klaviter & Sonay Washington | Eric Stoltz                              | 2010. április 29.  | 7,78 millió  | 321           |
| 53.  | 22. | A szerelem nevében (In the Name of Love)                       | Fred Einesman                         | Mark Tinker                              | 2010. május 6.     | 8,15 millió  | 322           |
| 54.  | 23. | Egy gyönyörű barátság vége (The End of a Beautiful Friendship) | Debora Cahn                           | Jeannot Szwarc                           | 2010. május 13.    | 9,28 millió  | 323           |

## 4. évad (2010-2011)
| Sor. | Év. | Cím                                                                                     | Rendező             | Író                              | Premier              | Nézettség    | Gyártási szám |
| ---- | --- | --------------------------------------------------------------------------------------- | ------------------- | -------------------------------- | -------------------- | ------------ | ------------- |
| 55.  | 1.  | Második felvonás (Take Two)                                                             | Mark Tinker         | Craig Turk & Steve Blackman      | 2010. szeptember 23. | 9,02 millió  | 401           |
| 56.  | 2.  | Rövidítések (Short Cuts)                                                                | Mark Tinker         | Sonay Washington                 | 2010. szeptember 30. | 7,93 millió  | 402           |
| 57.  | 3.  | Istent játszani (Playing God)                                                           | Donna Deitch        | Sheila Lawrence                  | 2010. október 7.     | 7,90 millió  | 403           |
| 58.  | 4.  | Egy jobb helyen (A Better Place to Be)                                                  | Tom Verica          | Barbie Kligman                   | 2010. október 14.    | 8,07 millió  | 404           |
| 59.  | 5.  | Be vagy ki (In or Out)                                                                  | Ed Ornelas          | Ayanna A. Floyd                  | 2010. október 21.    | 7,66 millió  | 405           |
| 60.  | 6.  | Családban marad (All in the Family)                                                     | Ann Kindberg        | Sanford Golden & Karen Wyscarver | 2010. október 28.    | 7,68 millió  | 406           |
| 61.  | 7.  | Hallottad mi történt Charlotte Kinggel? (Did You Hear What Happened to Charlotte King?) | Allison Liddi-Brown | Shonda Rhimes                    | 2010. november 4.    | 10,18 millió | 407           |
| 62.  | 8.  | Hova tovább (What Happens Next)                                                         | Michael Zinberg     | Jennifer Cecil                   | 2010. november 11.   | 8,21 millió  | 408           |
| 63.  | 9.  | Nem találom a hazautat (Can't Find My Way Back Home)                                    | Mark Tinker         | Fred Einesman                    | 2010. november 18.   | 8,01 millió  | 409           |
| 64.  | 10. | Csak veszítsd el (Just Lose It)                                                         | Stephen Cragg       | Elizabeth Klaviter               | 2010. december 2.    | 7,90 millió  | 410           |
| 65.  | 11. | Ha még nem ismernél (If You Don't Know Me By Now)                                       | Eric Stoltz         | Zahir McGhee                     | 2011. január 6.      | 7,67 millió  | 411           |
| 66.  | 12. | A mennyország várhat (Heaven Can Wait)                                                  | Kenny Leon          | Barbie Kligman                   | 2011. február 3.     | 7,05 millió  | 412           |
| 67.  | 13. | Vak szerelem (Blind Love)                                                               | Bethany Rooney      | Craig Turk & Steve Blackman      | 2011. február 10.    | 7,26 millió  | 413           |
| 68.  | 14. | Újra otthon (Home Again)                                                                | Mark Tinker         | Krista Vernoff                   | 2011. február 17.    | 6,73 millió  | 414           |
| 69.  | 15. | Két lépést hátra (Two Steps Back)                                                       | Jeff Bleckner       | Ayanna A. Floyd                  | 2011. február 24.    | 6,44 millió  | 415           |
| 70.  | 16. | Szerelem és hazugság (Love and Lies)                                                    | Ann Kindberg        | Moira McMahon                    | 2011. március 17.    | 5,97 millió  | 416           |
| 71.  | 17. | Túl messze ment (A Step Too Far)                                                        | Scott Printz        | Fred Einesman                    | 2011. március 24.    | 7,93 millió  | 417           |
| 72.  | 18. | A legnehezebb rész (The Hardest Part)                                                   | Paul Adelstein      | Jennifer Cecil                   | 2011. március 31.    | 7,35 millió  | 418           |
| 73.  | 19. | Mi van itt... (What We Have Here...)                                                    | Karen Gaviola       | Christopher Fife                 | 2011. április 28.    | 6,68 millió  | 419           |
| 74.  | 20. | Valami régi, valami új (Something Old, Something New)                                   | Mark Tinker         | Sanford Golden & Karen Wyscarver | 2011. május 5.       | 6,89 millió  | 420           |
| 75.  | 21. | Isten áldja a gyereket (God Bless the Child)                                            | Jeannot Szwarc      | Jennifer Cecil & Barbie Kligman  | 2011. május 12.      | 7,27 millió  | 421           |
| 76.  | 22. | ... hogy változtassak, amin lehet (...To Change the Things I Can)                       | Mark Tinker         | Craig Turk & Steve Blackman      | 2011. május 19.      | 7,45 millió  | 422           |

## 5. évad (2011-2012)
| Sor. | Év. | Cím                                                               | Rendező             | Író                                       | Premier              | Nézettség   | Gyártási szám |
| ---- | --- | ----------------------------------------------------------------- | ------------------- | ----------------------------------------- | -------------------- | ----------- | ------------- |
| 77.  | 1.  | Isten nevet (God Laughs)                                          | Mark Tinker         | Craig Turk                                | 2011. szeptember 29. | 7,79 millió | 501           |
| 78.  | 2.  | Megszegni a szabályokat (Breaking the Rules)                      | Tom Verica          | Steve Blackman                            | 2011. október 6.     | 6,06 millió | 502           |
| 79.  | 3.  | Dolgozd fel (Deal With It)                                        | Randy Zisk          | Jennifer Cecil                            | 2011. október 13.    | 6,51 millió | 503           |
| 80.  | 4.  | Emlékezz rám (Remember Me)                                        | Mark Tinker         | Barbie Kligman                            | 2011. október 20.    | 6,38 millió | 504           |
| 81.  | 5.  | Első lépés (Step One)                                             | Ann Kindberg        | Adele Lim                                 | 2011. október 27.    | 6,40 millió | 505           |
| 82.  | 6.  | Ha nem felejtettem volna el... (If I Hadn't Forgotten...)         | Jeff Bleckner       | Krista Vernoff                            | 2011. november 3.    | 6,56 millió | 506           |
| 83.  | 7.  | Ne állj le, míg nem lesz eleged (Don't Stop 'Till You Get Enough) | Bethany Rooney      | Fred Einesman                             | 2011. november 10.   | 7,51 millió | 507           |
| 84.  | 8.  | Ezek mi vagyunk (Who We Are)                                      | Mark Tinker         | Shonda Rhimes                             | 2011. november 17.   | 7,23 millió | 508           |
| 85.  | 9.  | Töréspont (The Breaking Point)                                    | Jeff Bleckner       | Christopher Fife                          | 2011. november 17.   | 7,23 millió | 509           |
| 86.  | 10. | Te vagy az anyukám (Are You My Mother?)                           | Ed Ornelas          | Elizabeth J. B. Klaviter                  | 2012. január 5.      | 7,71 millió | 510           |
| 87.  | 11. | Kiütés előtt (The Standing Eight Count)                           | Scott Printz        | Zahir McGhee                              | 2012. január 12.     | 6,55 millió | 511           |
| 88.  | 12. | Vesztes csaták (Losing Battles)                                   | Stephen Cragg       | Gabriel Llanas                            | 2012. január 19.     | 6,00 millió | 512           |
| 89.  | 13. | Eljött az idő (The Time Has Come)                                 | Mark Tinker         | Jennifer Cecil                            | 2012. február 2.     | 6,55 millió | 513           |
| 90.  | 14. | Túl sok (Too Much)                                                | Karen Gaviola       | Noah Evslin                               | 2012. február 9.     | 6,52 millió | 514           |
| 91.  | 15. | Összetöröd a szívem (You Break My Heart)                          | Allison Liddi-Brown | Steve Blackman & Craig Turk               | 2012. február 16.    | 7,08 millió | 515           |
| 92.  | 16. | Andromeda (Andromeda)                                             | Mark Tinker         | Gabe Fonseca                              | 2012. február 23.    | 6,32 millió | 516           |
| 93.  | 17. | Az elengedés (The Letting Go)                                     | Paul Adelstein      | Barbie Kligman                            | 2012. március 15.    | 6,85 millió | 517           |
| 94.  | 18. | Elkerülhetetlen volt (It Was Inevitable)                          | Bill Purple         | Adele Lim & Christopher Fife              | 2012. április 17.    | 6,53 millió | 518           |
| 95.  | 19. | És már csak egy maradt (And Then There Was One)                   | Tom Verica          | Jennifer Cecil & Elizabeth J. B. Klaviter | 2012. április 24.    | 8,13 millió | 519           |
| 96.  | 20. | Valódi arc (True Colors)                                          | Steve Robin         | Craig Turk & Steve Blackman               | 2012. május 1.       | 7,38 millió | 520           |
| 97.  | 21. | Visszacsúszni (Drifting Back)                                     | Jeannot Szwarc      | Gabriel Llanas & Zahir McGhee             | 2012. május 8.       | 5,77 millió | 521           |
| 98.  | 22. | Pá, bébi, pá (Gone, Baby, Gone)                                   | Ann Kindberg        | Shonda Rhimes                             | 2012. május 15.      | 6,81 millió | 522           |

## 6. évad (2012-2013)
| Sor. | Év. | Cím                                                                               | Rendező             | Író                                     | Premier              | Nézettség   | Gyártási szám |
| ---- | --- | --------------------------------------------------------------------------------- | ------------------- | --------------------------------------- | -------------------- | ----------- | ------------- |
| 99.  | 1.  | Utórengések (Aftershock)                                                          | Mark Tinker         | Barbie Kligman                          | 2012. szeptember 25. | 6,45 millió | 601           |
| 100. | 2.  | Reggeli rosszullét (Mourning Sickness)                                            | Ed Ornelas          | Jennifer Cecil                          | 2012. október 2.     | 6,01 millió | 602           |
| 101. | 3.  | Te jó ég (Good Grief)                                                             | Bethany Rooney      | Gabe Fonseca                            | 2012. október 9.     | 6,00 millió | 603           |
| 102. | 4.  | Nem tudod mid van, amíg már nincs (You Don't Know What You've Got Till It's Gone) | Ann Kindberg        | Fred Einesman                           | 2012. október 23.    | 4,58 millió | 604           |
| 103. | 5.  | XX (The Next Episode)                                                             | Jeannot Szwarc      | Zahir McGhee                            | 2012. november 13.   | 3,72 millió | 605           |
| 104. | 6.  | Támogatás (Apron Strings)                                                         | Amyn Kaderali       | Elizabeth J. B. Klaviter                | 2012. november 20.   | 4,24 millió | 606           |
| 105. | 7.  | A világ Jake szerint (The World According to Jake)                                | Allison Liddi Brown | Christopher Fife                        | 2012. november 21.   | 3,76 millió | 607           |
| 106. | 8.  | Lélegeztetőgép (Life Support)                                                     | Mark Tinker         | Jennifer Cecil & Barbie Kligman         | 2012. december 4.    | 4,42 millió | 608           |
| 107. | 9.  | Jól vagyok (I'm Fine)                                                             | Scott Printz        | Gabe Llanas                             | 2012. december 11.   | 3,87 millió | 609           |
| 108. | 10. | Üdvözlégy, Georgia! (Georgia on My Mind)                                          | Karen Gaviola       | Jennifer Cecil & Barbie Kligman         | 2012. december 18.   | 3,84 millió | 610           |
| 109. | 11. | Párt találni nehéz (Good Fries Are Hard to Come By)                               | James Larkin        | Elizabeth J. B. Klaviter & Zahir McGhee | 2013. január 8.      | 4,01 millió | 611           |
| 110. | 12. | Teljes feloldozás (Full Release)                                                  | Ann Kindberg        | Eric Haywood                            | 2013. január 15.     | 4,10 millió | 612           |
| 111. | 13. | Amikor elbúcsúzunk (In Which We Say Goodbye)                                      | Mark Tinker         | Shonda Rhimes                           | 2013. január 22.     | 5,32 millió | 613           |